# Operclipygus bicolor
Operclipygus bicolor (лат.) — вид мелких жуков-карапузиков из подсемейства Histerinae, (Exosternini). Южная Америка: Французская Гвиана.

## Описание
Длина 1,97—2,18 мм, ширина 1,65—1,87 мм. Цвет красновато-коричневый. От близких видов отличается следующими признаками: тело двухцветное, надкрылья красноватые, остальное тело красновато-бронзовое; мезометавентральная полоса удвоена, с одной дугой на мезовентрите и параллельной дугой после мезометавентрального шва; плотная пунктировка присутствует на большинстве поверхностей тела, в том числе на переднеспинке и метавентрите (но исключая надкрылья). Вид был впервые описан в 2013 году энтомологами Майклом Катерино (Michael S. Caterino) и Алексеем Тищечкиным (Santa Barbara Museum of Natural History, Санта-Барбара, США). Вид O. bicolor был отнесён к группе видов Operclipygus conquisitus, близок к видам Operclipygus conquisitus и Operclipygus friburgius.